# Zephyranthes sessilis
Zephyranthes sessilis là một loài thực vật có hoa trong họ Amaryllidaceae. Loài này được Herb. miêu tả khoa học đầu tiên năm 1837.